# Lübesse
Lübesse is een gemeente in de Duitse deelstaat Mecklenburg-Voor-Pommeren, en maakt deel uit van het Landkreis Ludwigslust-Parchim.
Lübesse telt 699 inwoners.